# Serpentão
Serpentão é um instrumento de sopro de registro grave, descendente do corneto e um ancestral distante do bombardino / eufônio e da tuba; possui bocal de metal e orifícios semelhantes aos das madeiras. É constituído de um longo tubo sinuoso em forma de serpente, de onde vem o seu nome. O serpentão tem uma relação estreita com o corneto, embora não faça parte desta família, devido à ausência do orifício do polegar. É geralmente construído em madeira, sendo a nogueira a escolha mais popular. O instrumento é recoberto de couro marrom escuro ou preto. Apesar da construção em madeira e do fato de possuir orifícios ao invés de válvulas, é classificado normalmente entre os metais, tendo sido colocado ao lado do trompete no esquema Hornbostel-Sachs de classificação de instrumentos musicais.
A tessitura de um serpentão varia de acordo com o instrumento e o instrumentista, mas normalmente situa-se entre duas oitavas abaixo do Dó central a até pelo menos a metade da oitava acima deste.

## Características

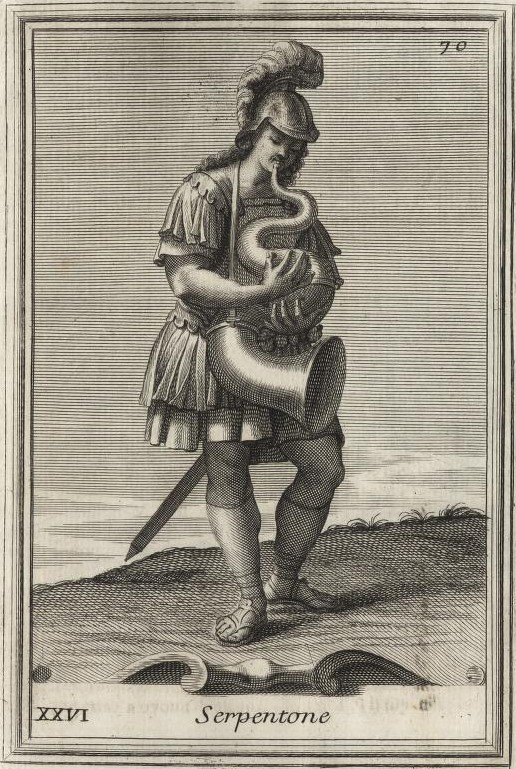
Um homem tocando o serpentão: gravura de Filippo Bonanni Gabinetto Armonico pieno d'Instromenti (Roma, 1723)

O Serpentão tem normalmente seis orifícios, divididos em dois grupos de três. Em modelos mais antigos, os orifícios não possuem chaves, tal qual as flautas doces. Modelos mais recentes receberam chaves, como as do clarinete, que servem para cobrir orifícios adicionais que estão fora do alcance dos dedos, enquanto os orifícios originais permaneceram sem chaves e devem ser cobertos e descobertos diretamente pelos dedos do instrumentista.
Como ele não tem o tipo de sistema de digitação rigidamente definido de que dispõem outros instrumentos de sopro, o serpentão requer um esforço extraordinário do instrumentista que tem que selecionar a altura desejada com os lábios, normalmente sobrepondo a nota que o instrumento tende a dar para uma determinada digitação. 

## História

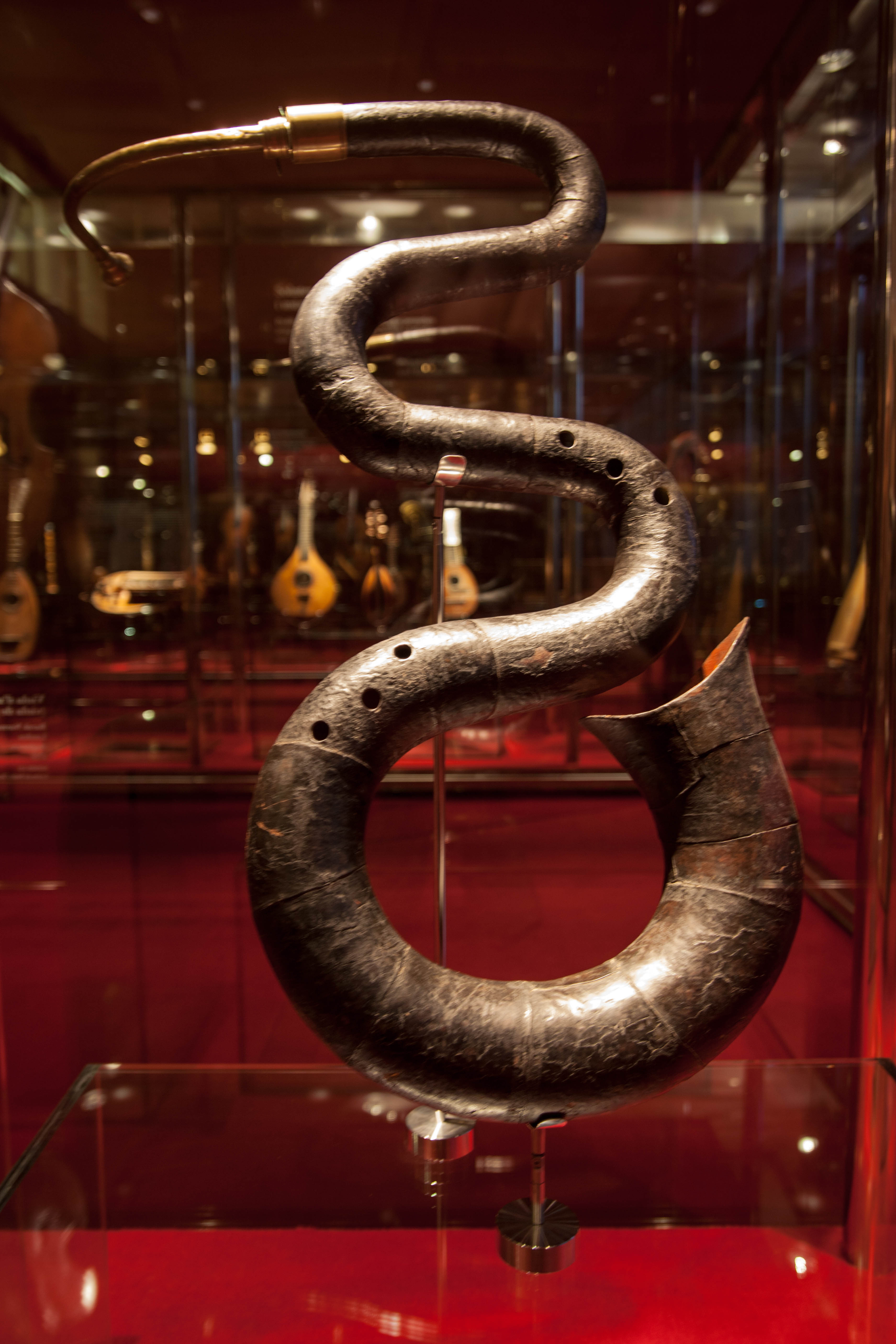
Serpentão, Museu de la Música de Barcelona

O instrumento foi inventado por Canon Edmé Guillaume em 1590 em Auxerre, França e foi usado inicialmente para fortalecer o som dos coros no cantochão. Por volta da metade do século XVIII, começou a ser usado em bandas militares e orquestras mas foi substituído no século XIX por um metal totalmente chaveado, o oficleide, e depois por metais valvulados como o eufônio e a tuba. Depois disso o serpentão começou a perder popularidade.
Bernard Herrmann usou um serpentão na trilha do filme Journey to the Center of the Earth (1959).
Na década de 1970 o luthier Christopher Monk começou a tocar e posteriormente a produzir serpentões e em 1976 ele fundou o London Serpent Trio.  Desde então o instrumento vem sendo relembrado. Em 1987 o primeiro (e até então único) concerto para o instrumento foi escrito por Simon Proctor.  O Serpent Concerto estreou em 21 de outubro de 1989 no primeiro International Serpent Festival, celebrando o seu 399º aniversário e tendo como solista Alan Lumsden. Depois disso, o concerto foi executado em público em diversas ocasiões, entre elas por Douglas Yeo da Orquestra Sinfônica de Boston e da Orquestra Pops de Boston, que executou o solo com a Pops de Boston sob a direção de John Williams. O concerto foi gravado em CD sob o título "Le Monde du Serpent".

## Variantes
O sepentão sofreu um processo evolutivo que levou a uma variedade de instrumentos relacionados. Existem dois tipos principais de serpentões: curvado (em forma de serpentina ou duplo-s) e reto (o tubo é quase todo reto, mas tem uma dobra semelhante à do fagote). Entre os curvados há duas variantes: o serpentão da igreja, também chamado francês, e o militar, também chamado inglês. O serpentão da igreja é o tipo original, inventado na frança e que se distingue por suas curvas largas e gentis e pouco ou nenhum reforço de metal. O serpentão militar foi feito primeiramente na Inglaterra e é caracterizado por ter dobras mais justas e tamanho levemente mais compacto por conta disso, com muitas tirantes e braçadeiras de metal pelo tubo. Além disso, existem diversos tamanhos além do serpentão de igreja comum, incluindo o contrabaixo ("anaconda"), tenor ("serpente") e soprano ("verme"). Apenas o baixo, e possivelmente o tenor, foram fabricados durante o apogeu do instrumento. O soprano é uma variante moderna e o contrabaixo é baseado em um único original conhecido que foi construído quando os serpentões já estavam perdendo popularidade.